# Henrik O. Andersson

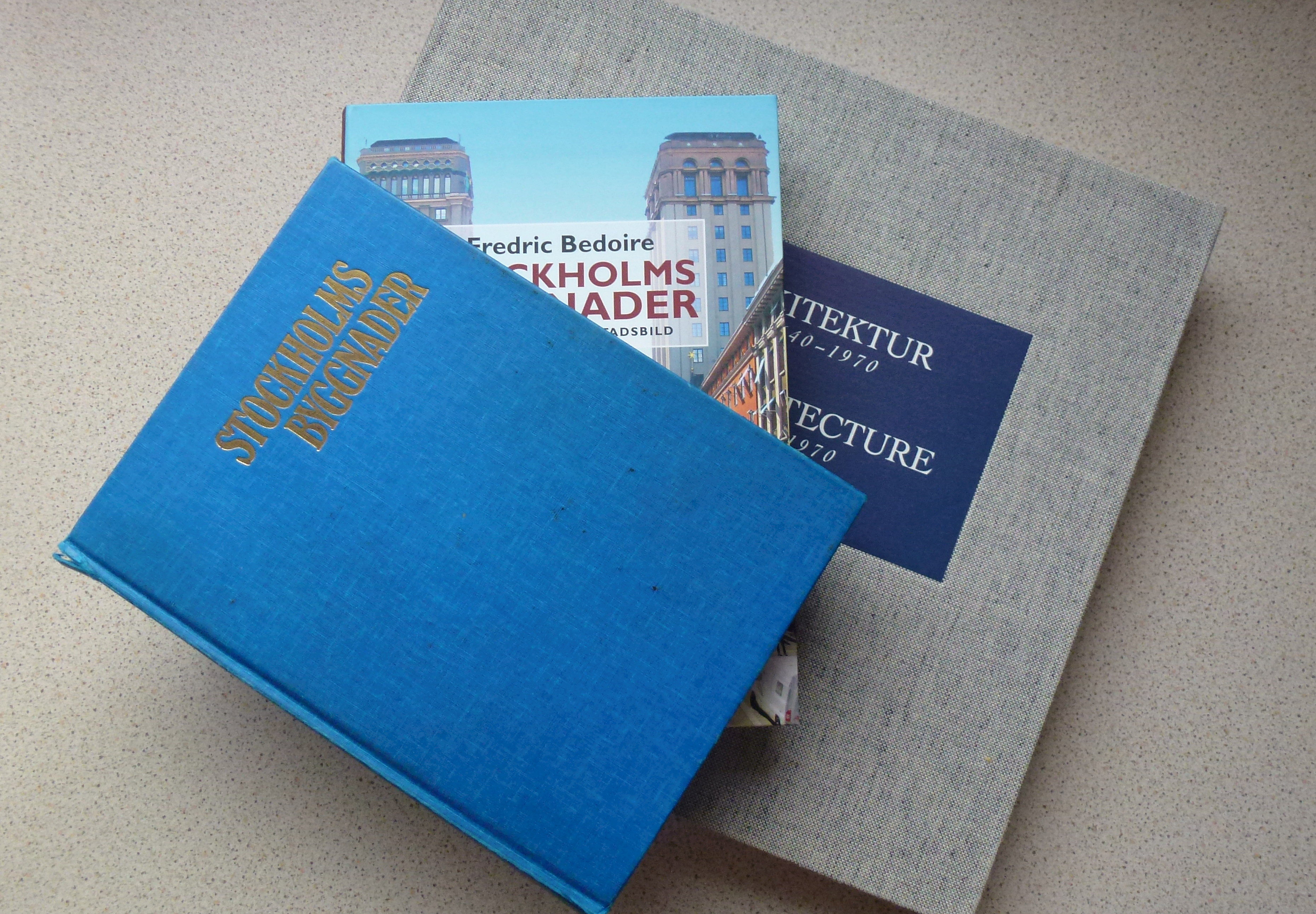
Några av Henrik O. Anderssons och Fredric Bedoires publikationer.

Henrik O. Andersson, född 1 september 1939 i Silbodals församling, Värmlands län, död 16 december 2005, var en svensk arkitekt och arkitekturhistoriker, känd bland annat för boken Stockholms byggnader (1973) tillsammans med Fredric Bedoire.

Andersson avlade arkitektexamen vid Kungliga Tekniska högskolan i Stockholm 1968, blev filosofie kandidat vid Uppsala universitet 1972, genomgick forskarutbildning vid Nordiska institutet för samhällsplanering (Nordplan) 1971–75, var forskare och lärare vid Nordplan 1968–77, lärare vid Kungliga Konsthögskolans arkitekturskola 1973–77 och chef för Arkitekturmuseet 1977–84. Han tilldelades professors namn 1987. 

## Utmärkelser
- Samfundet S:t Eriks plakett 1989 (tillsammans med Fredric Bedoire)